# Йоган Вільгельм фон Краузе
Йоганн Вільгельм фон Краузе (нім. Johann Wilhelm von Krause; 1 липня 1757, Дітмансдорф, Нижня Сілезія (нині Дзецьморовиці, Нижньосілезьке воєводство Польщі) — 10 серпня 1828, Дерпт
, Ліфляндська губернія (нині місто Тарту в Естонії) — німецький і російський архітектор. 
Відомий як автор проекту головного корпусу Тартуського (Дерптського) університету.

## Життєпис
Народився поблизу Швайдніця (нім. Schweidnitz) у Нижній Сілезії. Навчався у Лейпцизькому університеті, потім поступив на військову службу. В 1796 році переселився до Ліфляндії.
28 березня 1803 року був призначений професором економіки і архітектури у Дерптському університеті, де незабаром здобув звання доктора філософії. Згодом також був професором агрономії.
Був співавтором графа Людвіга Августа Мелліна в укладанні Атласу Ліфляндії — першого повного збірника карт Ліфляндії та Естляндії.
В 1797 році одружився з Юліаною Гаузенберг. Похований на кладовищі Вана-Яані в Тарту.

## Проекти

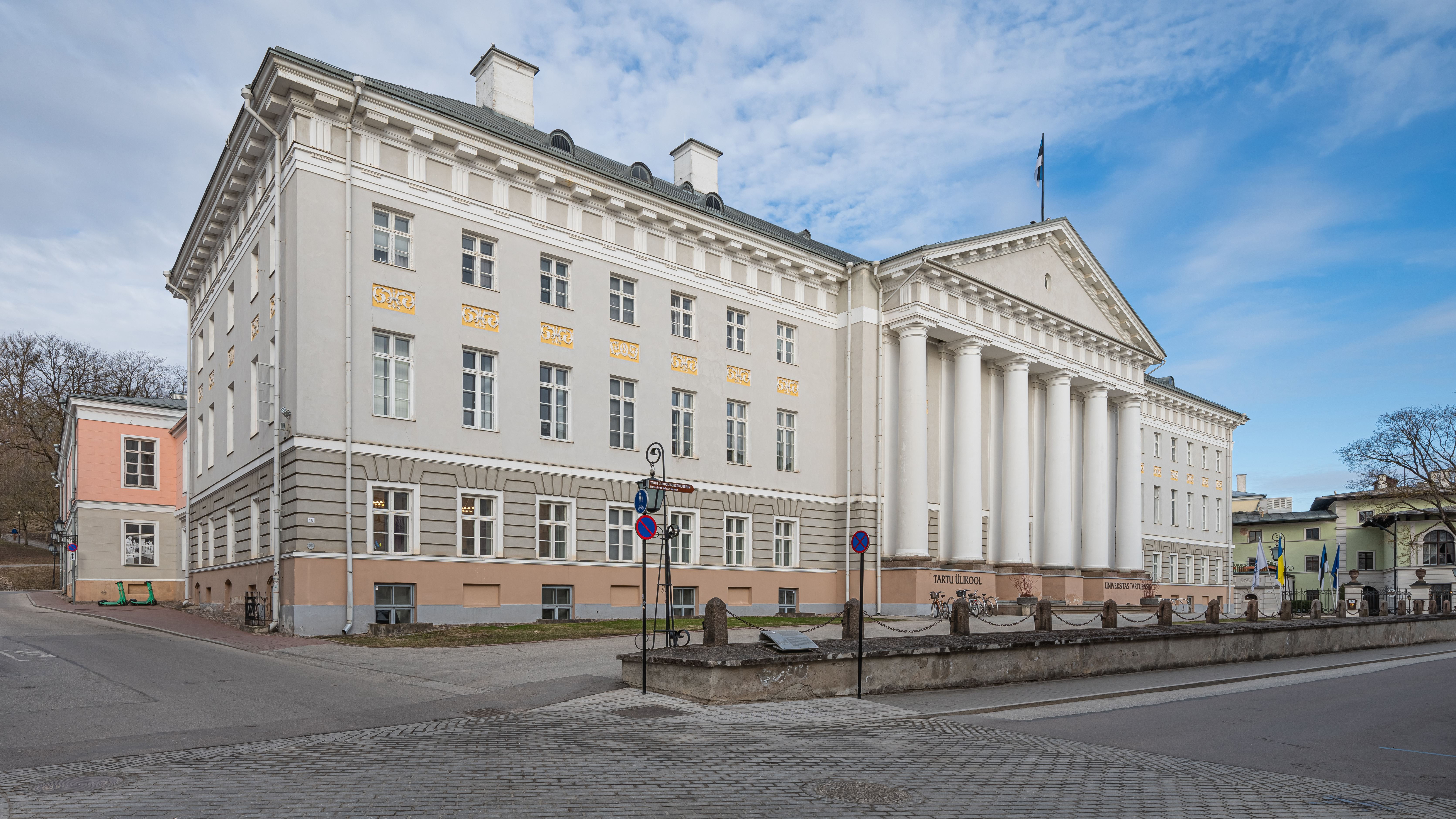
Головний корпус Тартуського університету

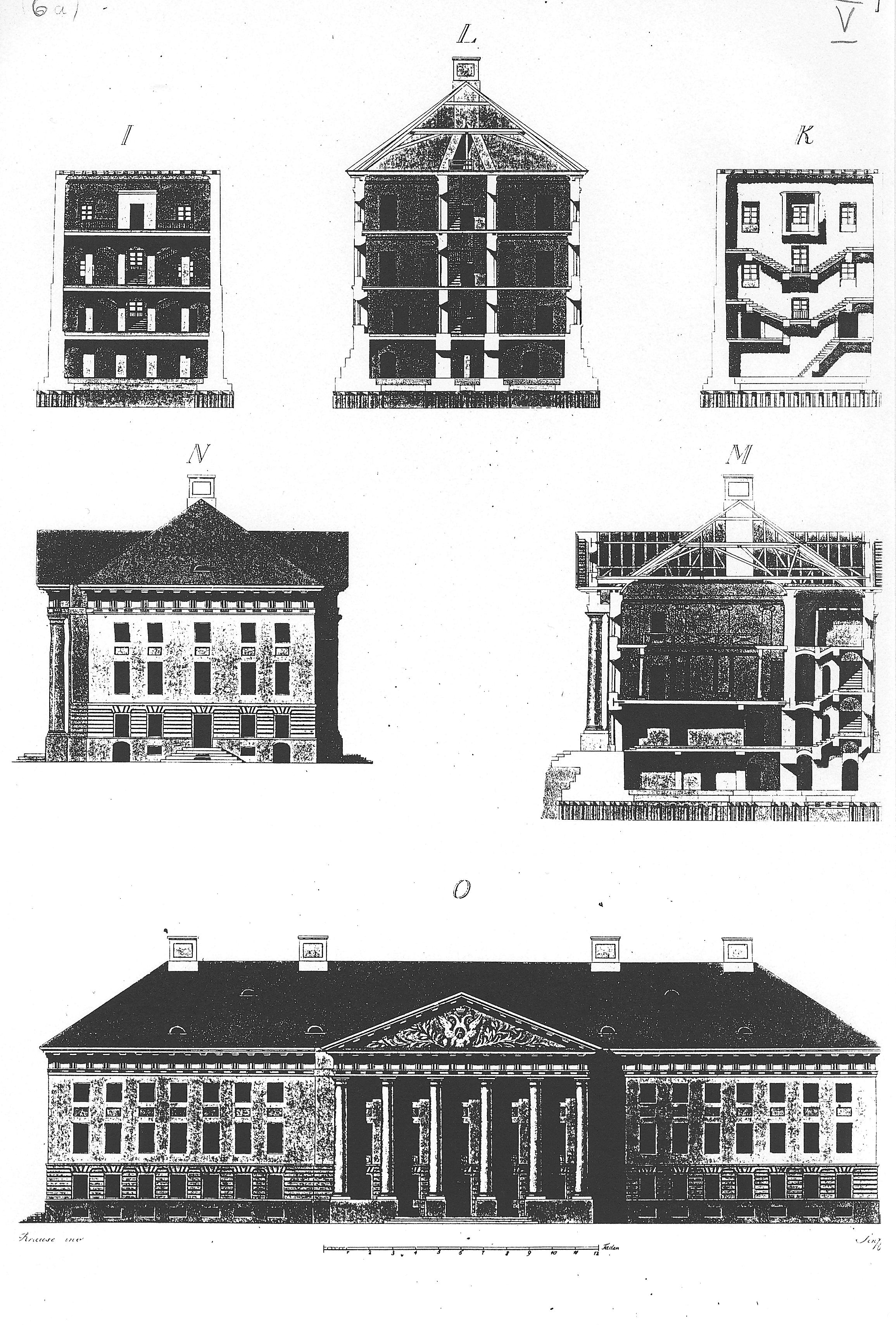
Ескізи головного корпусу Тартуського університету

- Головний корпус Тартуського університету, 1804—1809
- Бібліотека Тартуського університету, 1804—1807
- Старий анатомікум в Тарту: центральна частина у 1803—1805 і крила будівлі у 1825—1827
- Тартуська обсерваторія, 1808—1810
- Домська церква в Тарту (проект реконструкції)
- Парк Тоомемягі в Тарту
- Монумент націй,1806
- Міст ангелів, 1816 (нинішній міст побудований в 1836)
- Чортів міст, 1808 (нинішній міст побудований в 1913 )

## Праці
- Engliches Lesebuch in Prosa und Gedichten für Anfänger, Dresden, 1792
- Oeconomie und Architectur. Eine Skizze über den Wechselseitigen Einfluss derselben auf Gemeinwohl , 1803
- Baurede beim Richten des Daches der kaiserlichen Bibliothek zu Dorpat , 1804
- Uebersicht der Landwirtschaft in Tabellen, zum Behuf academischer Vorlesungen entworfen, 1806
- Uebersicht der bürgerlichen Baukunst, in Tabellen zum Behuf akademischer Vorlesungen entworfen, 1806
- Worte bei der Legung des Grundsteins zum Hauptgebäude der kaiserlichen Universität
- Ein Paar Worte über die kleine Schrift: Ueber Verbesserung livländischer Bauerwohnungen, 1814
- Allgemeine Ansicht der Vortheile, welche Livland aus einem Zusammenhäengen Ausweserungssysteme beziehen könnte, 1818.